# Kanton Saint-Gervais-les-Trois-Clochers
Kanton Saint-Gervais-les-Trois-Clochers (fr. Canton de Saint-Gervais-les-Trois-Clochers) je francouzský kanton v departementu Vienne v regionu Poitou-Charentes. Skládá se z devíti obcí.

## Obce kantonu
- Antran
- Leigné-sur-Usseau
- Mondion
- Saint-Christophe
- Saint-Gervais-les-Trois-Clochers
- Sérigny
- Usseau
- Vaux-sur-Vienne
- Vellèches